# Roy Conli
Roy Conli é um cineasta estadunidense. Venceu o Oscar de melhor filme de animação na edição de 2015 pela realização da obra Big Hero 6, ao lado de Chris Williams e Don Hall.

## Filmografia
- The Hunchback of Notre Dame (1996)
- Treasure Planet (2002)
- Tangled (2010)
- Big Hero 6 (2014)
- Born in China (2016)
- Olaf's Frozen Adventure (2017)

## Prêmios e indicações
- Venceu: Oscar de melhor filme de animação - Big Hero 6 (2014)